# Nick Cotton
Nicholas Charles Cotton (29 april 1956), ook wel bekend als Nasty Nick, is een personage uit de Britse soapserie EastEnders. Hij werd van 1985 tot 2015 op losvaste basis gespeeld door de Britse acteur John Altman en is door kijkers van de zender Channel 4 verkozen tot een van de 100 grootste televisieslechteriken. 

## Geschiedenis

### 1985-1988; moord I
- Nick Cotton is de zoon van wasserettehoudster Dot; ondanks, of juist dankzij, de afwezigheid van z'n vader Charlie is hij voor galg en rad opgegroeid in plaats van naar de tien geboden die zijn moeder hoog in het vaandel heeft staan. Nick wordt in april 1985 gearresteerd omdat hij Reg Cox zou hebben vermoord, maar komt in juli op borgtocht vrij en keert een paar maanden later terug naar Albert Square, Walford. De moord op Reg Cox blijft onopgelost totdat Nick in 1988 weer in de gevangenis belandt; zonder enige schaamte vertelt hij zijn medegevangene, de omstreden kroegbaas Den Watts, vertelt hoe hij "die leugenachtige rat" heeft doodgeschopt.

### 1990; bekering?
- Nick verrast zijn moeder met het nieuws dat hij zich heeft bekeerd ("Jezus is mijn gabber"). Charlie en Dots hartsvriendin Ethel Skinner denken dat Nick uit is op het loterijgeld dat Dot heeft gewonnen, en ze hebben gelijk. Nick schroomt niet om Dot langzaamaan te vergiftigen, maar vlak voor het toedienen van de fatale dosis ziet hij een tekening uit zijn kindertijd en bedenkt hij zich.

### 1991-1993; moord II
- Na het overlijden van Charlie keert Nick in 1991 terug; hij worstelt met een heroïneverslaving en vermoordt Eddie Royle, een ex-politieman die twee jaar eerder de Queen Victoria overnam van de dood gewaande Den Watts. De bokser Clyde Tavernier wordt aangewezen als de hoofdverdachte maar dankzij een getuigenverklaring moet Nick in januari 1993 alsnog voor de rechter verschijnen. Hij pleit onschuldig en wegens gebrek aan bewijs wordt hij voor de tweede keer vrijgesproken. Zeven maanden later verhuist hij naar Gravesend om een nieuw leven te beginnen met Dot, vrouw Zoe en zoon Ashley.

### 1998; korte comeback
- In 1997 gaat het echter mis; Nick jaagt zijn gezin weg door in oude gewoontes te vervallen en berooft Dot van al haar geld en kostbare bezittingen. Nick gaat voor een jaar de gevangenis in en komt op 20 april 1998 weer even thuis met schokkend nieuws; hij heeft door zijn jarenlange drugsverslaving aids opgelopen en heeft geld nodig om zijn dure medicijnen te kunnen bekostigen. Een gesprek met Nicks aartsvijand Mark Fowler, zelf Hiv-besmet, is voldoende om erachter te komen dat Nick weer staat te liegen, en Dot belt meteen de politie.

### 2000-2001; vete met Mark en overlijden van Ashley
- In een speciale aflevering uit oktober 2000 is te zien dat Nick na zijn vrijlating in een Noord-Londens kraakpand is gaan wonen en op een nacht een Dickensiaanse droom krijgt waarin de geest van Charlie hem waarschuwt dat er iets ergs gaat gebeuren. Volgens zijn kraakgenoten, twee homoseksuele mannen van Afro-Caribische afkomst, is zo'n droom op Trinidad een teken dat "je leven gaat veranderen". Nick weigert dat te geloven, en samen met Ashley slaat hij op de vlucht voor twee ex-medegevangenen; via een road trip keren ze 13 november terug in Walford.
- Nicks vete met Mark laait weer op; hij geeft diens jongere broer Martin met regelmaat ecstasy-pillen en vervangt die uiteindelijk door goedkope bocht. Mark neemt wraak door Nick op 1 januari 2001 te drogeren en hem naar een spoorbrug te lokken. Nick valt naar beneden maar overleeft het en verblijft drie maanden in een revalidatiekliniek. Daarna saboteert hij Marks brommer, maar Ashley gaat ermee aan de haal en rijdt de wasserette van Dot binnen; hij is op slag dood. Nick maakt ruzie met Mark waarbij hij de sabotage toegeeft; Dot hoort alles en na afloop van de begrafenis zet zij haar onterfde zoon op straat.

### 2008-2009; terreur van Dotty
- Nick gaat opnieuw de gevangenis in, overwint kanker, en verhuist na zijn vrijlating naar Walsall waar hij een nieuw leven begint als loodgieter; ook heeft hij een achtjarige dochter uit een relatie met een medekraakster die aan de drank is bezweken. Nick is echter nog steeds op de erfenis uit en gebruikt de kleine Dotty (die eigenlijk Kirsty heet) als spionne; zij heeft er geen enkele moeite mee om haar grootmoeder voor een halve ton te vermoorden, maar wil met hetzelfde gemak ook haar vader uitschakelen. Nick poogt haar te ontvoeren, maar na een aanrijding tegen een bloemenstal gijzelt hij de klanten van de cafetaria totdat er brand ontstaat. Nick ontsnapt door de achterdeur en verlaat de Square. Dotty volgt pas in februari 2010 wanneer blijkt dat haar moeder nog leeft, en van de drank af is. In 2019 keert Dotty terug naar Walford.

### 2014-2015; overlijden
- Op 10 maart 2014 krijgt Dot te horen dat Nick aan een overdosis heroine is bezweken. Op de begrafenis maakt ze kennis met haar volwassen kleinzoon Charlie die bij haar intrekt en een relatie krijgt met Phils nicht Ronnie nadat hij haar zwanger maakt. Nick heeft echter zijn dood in scène gezet om de vijand te misleiden; Charlie en zijn moeder Yvonne zaten, tegen wil en dank, in het complot. Eind oktober keert Nick terug naar Walford waar Dot hem niet met open armen ontvangt omdat ze door iedereen is voorgelogen. Nick weigert te vertrekken en ondanks dat Ronnie hem geld geeft zorgt hij ervoor dat zij in het ziekenhuis belandt door de remmen van haar auto te saboteren. Dot treft Nick in een leegstaand huis aan en geeft hem, tegen haar principes in, drugs; dit leidt ertoe dat hij op 19 februari 2015 aan een overdosis bezwijkt. Zijn lichaam wordt op dezelfde plek gevonden als Reg Cox dertig jaar eerder. Dot wordt gearresteerd wegens verdenking van moord op haar bloedeigen zoon; van de veertien maanden gevangenisstraf waartoe ze in mei 2015 wordt veroordeeld zit ze er slechts vier uit.